# Edelaraudtee
Edelaraudtee AS, EER (pol. Kolej Południowo-Zachodnia) – estońskie przedsiębiorstwo transportowe z siedzibą w Türi. Spółka należy do brytyjskiego holdingu FirstGroup
Edelaraudtee jest przewoźnikiem kolejowym powstałym jako firma państwowa w 1997 roku. Po prywatyzacji w 2000 roku spółka została nabyta przez brytyjskiego przewoźnika GB Railways, który następnie został przejęty przez grupę kapitałową FirstGroup.
Pierwotnie spółka zajmowała się przewozami towarowymi, osobowymi oraz zarządem infrastrukturą kolejową. Obecnie  działalność spółki skupia się przede wszystkim na obsłudze ruchu pasażerskiego (95% przewozów). Firma nie zajmuje się zarządem liniami kolejowymi. Te kompetencje zostały przekazane na rzecz spółki zależnej Edelaraudtee Infrastruktuuri. 
Edelaraudtee prowadzi przewozy kolejowe pociągami osobowymi na niezelektryfikowanych liniach kolejowych Edelaraudtee Infrastruktuuri z Tallinna do Parnawy i Viljandi. Ponadto, korzystając z infrastruktury EVR Infra, obsługuje połączenia pasażerskie z Tallinna do Narwy, Oravy i Valgi, a także z Tartu do Valgi.

## Tabor
Tabor Edelaraudtee składa się wyłącznie z pojazdów spalinowych. Przewozy towarowe prowadzone są lokomotywami CzME3, M62. Przewozy pasażerskie spalinowymi zespołami trakcyjnymi DR1.